# Caspiomysis knipowitschi
Caspiomysis knipowitschi är en kräftdjursart som beskrevs av Georg Ossian Sars 1907. Caspiomysis knipowitschi ingår i släktet Caspiomysis och familjen Mysidae. Inga underarter finns listade i Catalogue of Life.